# Страшени
Страшени  (рум. Străşeni, Стрешень) — місто в Молдові, адміністративний центр Страшенського району. Населення — близько 20,000 осіб.
Страшени — кафедральне місто Східно-Молдовської єпархії Української Православної Церкви Київського патріархату, де має осідок єпископ Фалештський Філарет (Панку).

## Географія
Страшени розташовані біля Гідігіцького водосховища (штучної водойми площею біля 1000 гектарів) за 23 км на північний захід від Кишинева.

## Походження назви
По одній з версій назва міста утворилася від румунського прикметника strasnic (страшний) у часи, коли дана місцевість була покрита непрохідним лісом.

## Історія
Засноване 1512 на території Молдовського князівства.
У часи московської окупації ХІХ століття, Страшени входили до складу Кишинівського повіту Бессарабської губернії Московщини. Тут проживало до 3 тис. жителів, багато резешів.
У часи совєцької окупації, під час існування маріонеткової МРСР, у Страшенах працювала панчішно-шкарпеткова фабрика, завод будівельних матеріалів і інші підприємства. В 1975 році населення міста становило 14,1 тисячі чоловік, за даними 2002 — 16 тисяч.
Статус міста з 1996.

## Сучасність
У цей час Страшени знамениті своїм вином. На «Страшенському винограднику» за 12 км на захід від Кишиніва вирощують сорти винограду, використовувані для виготовлення білих ігристих вин.
За переписом 2004, у місті проживає помітна українська діаспора (498 осіб, або близько 3 % населення міста).

## Персоналії
- Жерегі Валерій Ісаєвич (* 1948) — молдовський кінорежисер і сценарист.